# Mario García Menocal
Mario García Menocal (* 17. Dezember 1866 in Jagüey Grande, Kuba; † 1941 in Santiago de Cuba, Kuba) war kubanischer Politiker und von 1913 bis 1921 dritter Präsident Kubas.
Einer der jüngsten Generäle des kubanischen Unabhängigkeitskrieges gegen die spanische Kolonialherrschaft 1895–1898, wurde er nach dem Krieg Besitzer einer der größten Zuckermühlen namens „Central Chaparra“ in Oriente. Als Kandidat der Konservativen Partei wurde er 1912 Vizepräsident und dann 1913 Präsident Kubas. Unter seiner Regierung trat Kuba auf Seiten der USA in den Ersten Weltkrieg ein.
In der Präsidentschaftswahl 1916 unterlag er Alfredo Zayas y Alfonso knapp, woraufhin die Vereinigten Staaten von Guantánamo aus militärisch gegen Zayas intervenierten, und erfolgreich verhinderten, dass dieser Präsident wurde. Die Präsidentschaftswahl 1920 gewann erneut Zayas, der damit 1921 Menocal als Präsident ablöste. Unter dessen Nachfolger Gerardo Machado floh Menocal ins Exil in die USA und kehrte nach dem Volksaufstand gegen Machado wieder nach Kuba zurück.